# 金政焕
金政焕（韓語：김정환，1983年4月2日—），韩国男子击剑运动员。他在2012年夏季奥林匹克运动会中，参加了男子佩剑比赛并获得金牌。他也参加了三届亚洲运动会，共收获四面奖牌。他也曾获得2018年世界击剑锦标赛男子佩剑个人冠军。